# گردان ۱۴۴
گردان ۱۴۴ گردانی در ارتش جمهوری اسلامی ایران بود، که در خلال جنگ ایران و عراق سرتیپ (سرگرد) فرض‌الله شاهین‌راد فرماندهی آن را برعهده داشت. این یگان تحت امر گردان ۲۰۱ ژاندارمری، به فرماندهی سرهنگ دارایی بود و هر دو یگان زیرمجموعه قرارگاه اروند ژاندارمری قرار داشتند و نقش مهمی در جلوگیری از تصرف آبادان در جنگ ایران و عراق ایفا نمودند.
این دو گردان در ۳ آبان‌ماه ۱۳۵۹ مقابل یک لشکر عراق (شامل ۱۴ گردان) ایستادگی کرد و از پیشروی آن جلوگیری نمودند. گفته می‌شود ۴۰۰ نفر از این دو گردان در این نبرد جان خود را از دست دادند. کتابی با نام گردان ۱۴۴ در نبرد آبادان به قلم فرمانده وقت گردان مذکور به چاپ رسیده‌است.